# Георги Нецов
 Георги Василев Нецов е български офицер, подпоручик.

## Биография
Георги Нецов е роден в град Струмица, тогава в Османската империя, днес в Северна Македония. Завършва в 1912 година с двадесет и шестия випуск Солунската българска мъжка гимназия.
Участва в Първата световна война като подпоручик в Шестдесети пехотен полк. Загива на 15 октомври 1918 година в Горна Джумая.